# Westerham
Westerham es una parroquia civil y una villa del distrito de Sevenoaks, en el condado de Kent (Inglaterra).
El general James Wolfe nació en Westerham en 1727.

## Geografía
Según la Oficina Nacional de Estadística británica, Westerham tiene una superficie de 22,87 km².

## Demografía
Según el censo de 2001, Westerham tenía 4078 habitantes (49,07% varones, 50,93% mujeres) y una densidad de población de 178,31 hab/km². El 18,44% eran menores de 16 años, el 72,85% tenían entre 16 y 74 y el 8,71% eran mayores de 74. La media de edad era de 40,94 años. Del total de habitantes con 16 o más años, el 25,38% estaban solteros, el 58,06% casados y el 16,57% divorciados o viudos.
El 93,55% de los habitantes eran originarios del Reino Unido. El resto de países europeos englobaban al 2,04% de la población, mientras que el 4,41% había nacido en cualquier otro lugar. Según su grupo étnico, el 98,43% eran blancos, el 0,81% mestizos, el 0,32% asiáticos, el 0,07% chinos y el 0,37% de cualquier otro salvo negros. El cristianismo era profesado por el 74,47%, el budismo por el 0,2%, el hinduismo por el 0,12%, el judaísmo por el 0,15%, el islam por el 0,25% y cualquier otra religión, salvo el sijismo, por el 0,32%. El 14,12% no eran religiosos y el 10,37% no marcaron ninguna opción en el censo.
2082 habitantes eran económicamente activos, 2039 de ellos (97,93%) empleados y 43 (2,07%) desempleados. Había 1785 hogares con residentes, 70 vacíos y 9 eran alojamientos vacacionales o segundas residencias.